# Краска для татуировки

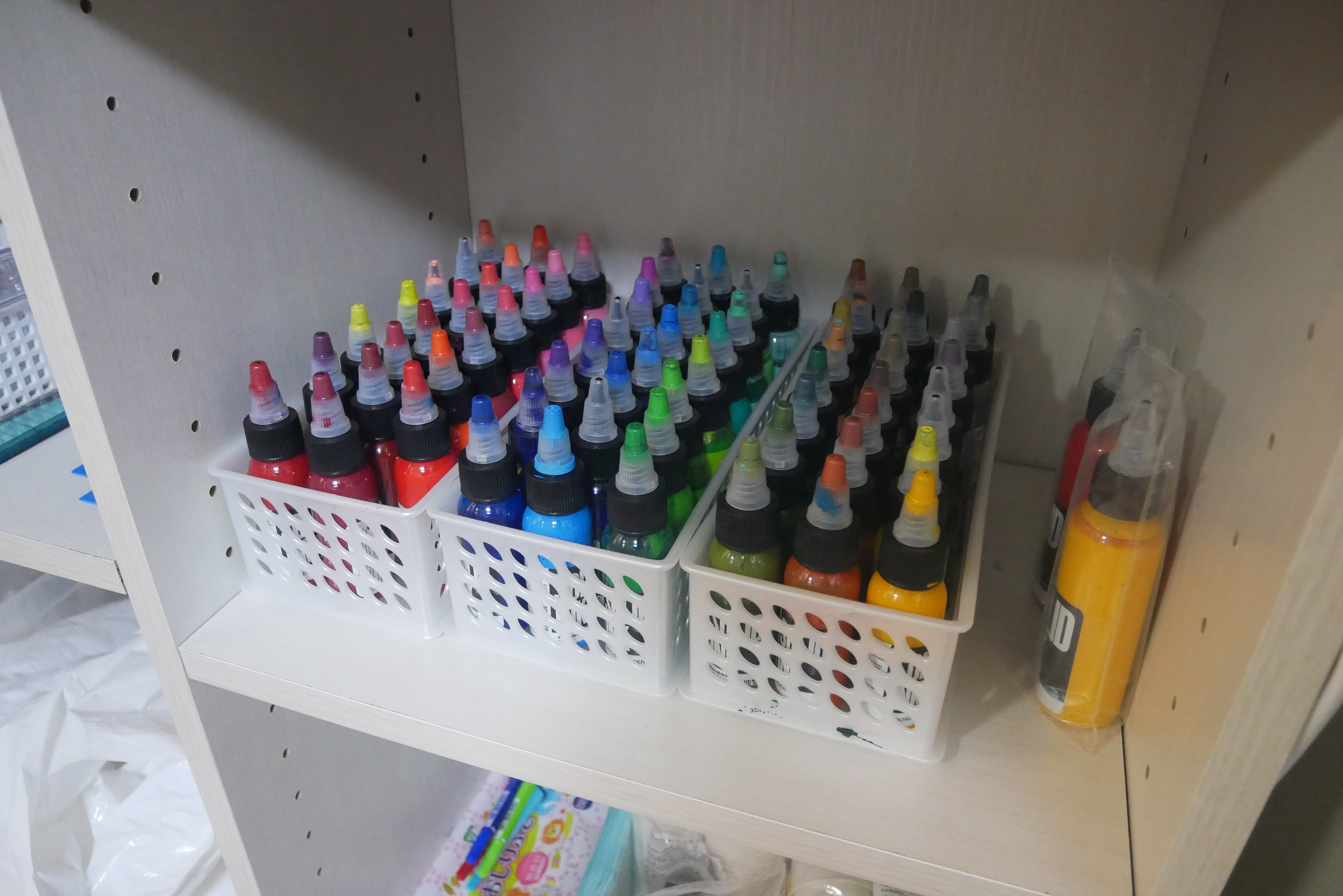
Бутылочки с краской разных цветов.

Краска для татуировки — красящий состав, используемый мастерами татуировки для нанесения рисунков на коже. 
Краска состоит из пигментов в сочетании с носителем. Краски для тату доступны в различных цветах, которые можно разбавлять или смешивать для получения других цветов и оттенков. Большинство профессиональных татуировщиков покупают готовые чернила (известные как предварительно диспергированные чернила), в то время как некоторые татуировщики смешивают свои собственные, используя сухой пигмент и носитель.
К основным требованиям для пигментов относятся безопасность их применения, а также высокая дисперсность.
Краски для татуировок в основном наносятся перманентно, вывести их может быть очень сложно. Хотя некоторые из них могут блекнуть со временем.
Профессиональные чернила могут быть изготовлены из оксидов железа (ржавчины), солей металлов или пластмасс. Самодельные или традиционные чернила для тату могут быть сделаны из чернил ручки, сажи, грязи, крови или других ингредиентов. 
Тяжелые металлы, используемые для окрашивания, включают ртуть (красный цвет); свинец (желтый, зеленый, белый); кадмий (красный, оранжевый, желтый); никель (черный); цинк (желтый, белый); хром (зеленый); кобальт (синий); алюминий (зеленый, фиолетовый); титан (белый); медь (синий, зеленый); железо (коричневый, красный, черный); и барий (белый). Используемые оксиды металлов включают ферроцианид и феррицианид (желтый, красный, зеленый, синий). Используемые органические химические вещества включают азосоединения (оранжевый, коричневый, желтый, зеленый, фиолетовый) и химические вещества лигроина (красный цвет). Углерод (сажа или зола) также используется для изготовления сажи. Другие элементы, используемые в качестве пигментов, включают сурьму, мышьяк, бериллий, кальций, литий, селен и серу. 
Также в  состав могут входить оксиды различных металлов, сажа костей животных, деготь и древесная смола, как добавку могут использовать плазму крови некоторых видов змей, для предотвращения интоксикации.